# بتنر
مكسيمليان بتنر (بالألمانية: Maximilian Bittner)‏ Maximilian Bittner (1286 - 1336 هـ / 1869 - 1918 م) هو مستشرق نمسوى.
ولد في فينة. وتعلم بها في مدرسة الألسن الشرقية، ثم في الجامعة. نشر في 1896 م قصيدة للعجّاج. لكنه اتجه بعد ذلك إلى الدراسات الفارسية والتركية.